# آندریا گائودنزی
 آندریا گائودنزی (ایتالیایی: Andrea Gaudenzi؛ زاده ۳۰ ژوئیهٔ ۱۹۷۳) یک تنیس‌باز اهل ایتالیا است.